# Alt St. Martin (Mailing)

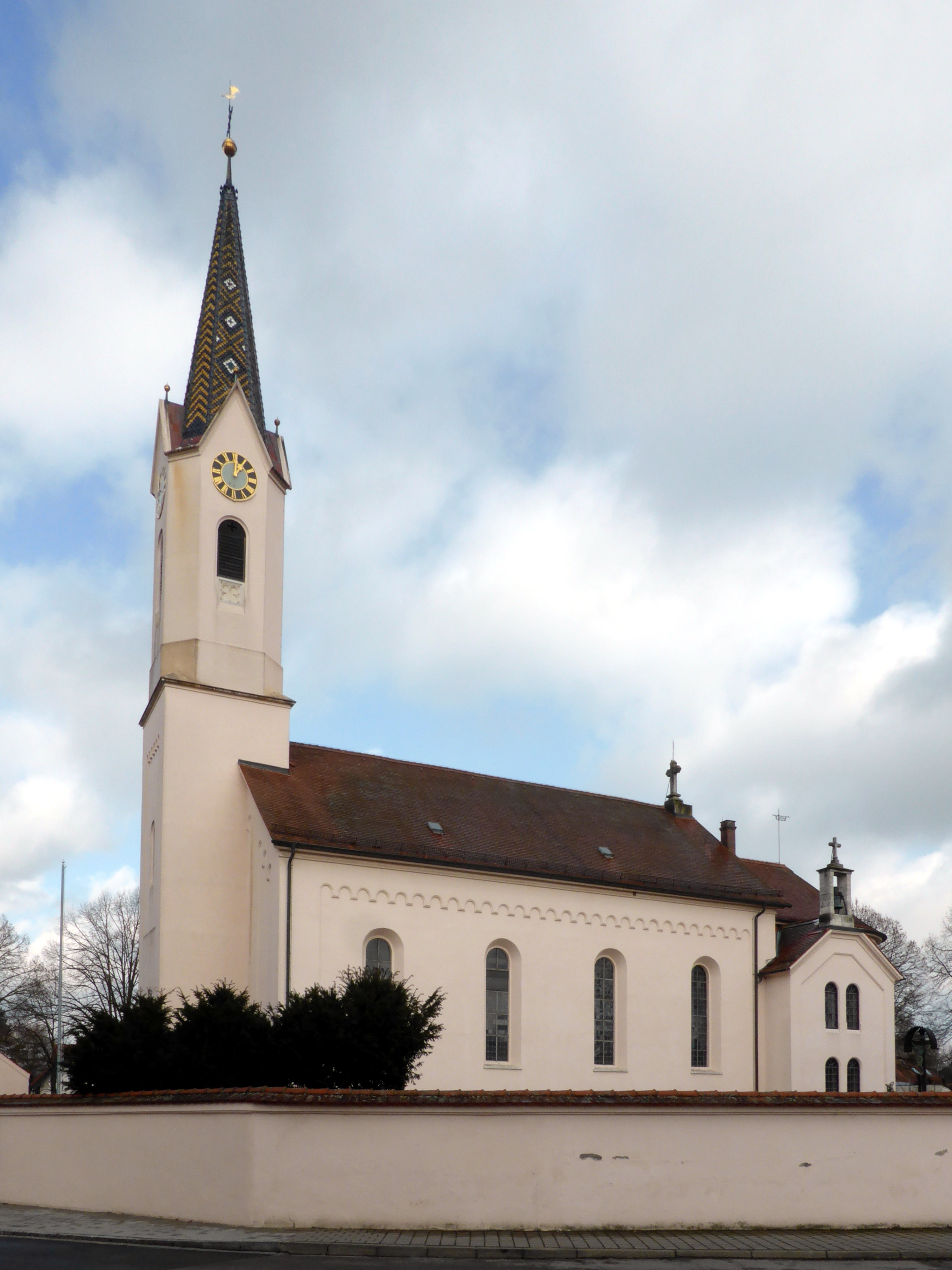

St. Martin ist eine Nebenkirche und ehemalige Pfarrkirche im Ingolstädter Stadtteil Mailing.

## Geschichte
Sie wurde zwischen 1846 und 1868 an der Stelle eines Vorgängerbaus errichtet. Aus der Erstausstattung sind noch der nazarenische Kreuzweg und der Taufstein erhalten. Die meisten Ausstattungsgegenstände stammen aus den Jahren 1885 bis 1908.
1970 wurde eine neue Pfarrkirche mit dem gleichen Patrozinium erbaut. Eigentlich sollte nach deren Fertigstellung Alt St. Martin abgerissen werden. Dies wurde durch das Inkrafttreten des Bayerischen Denkmalschutzgesetzes im Oktober 1973 verhindert. 1977 wurde eine Außenrenovierung durchgeführt, im Inneren fanden notwendige Reparaturen statt. Bis 1993 wurde die Kirche als Aussegnungshalle verwendet. Anschließend wurde sie innen renoviert. Am 22. Oktober 1995 fand erstmals wieder ein Gottesdienst statt. Seither werden hier Werktagsgottesdienste gefeiert.

## Orgel
Die heute erhaltene pneumatische Orgel wurde 1908 von Josef Bittner erbaut. Sie stellt aufgrund ihrer Seltenheit eine Besonderheit in der Ingolstädter Orgellandschaft dar. Die Disposition lautet:
| I Manual C–f3 |       |
| Bourdon       | 16′   |
| Prinzipal     | 8′    |
| Salicional    | 8′    |
| Sologamba     | 8′    |
| Flöte         | 8′    |
| Octave        | 4′    |
| Flöte         | 4′    |
| Octave        | 2′    |
| Mixtur        | 2 ⁄3′ |

| II Manual C–f3   |    |
| Geigenprinzipal  | 8′ |
| Gedeckt          | 8′ |
| Quintatön        | 8′ |
| Aeoline          | 8′ |
| Flute harmonique | 8′ |
| Kornett III–V    | 8′ |

| Pedal     |     |
| Subbaß    | 16′ |
| Violonbaß | 16′ |
| Kontrabaß | 16′ |
| Octavbaß  | 8′  |